# Liste des meilleurs buteurs de l'Olympique de Marseille
Cette liste des meilleurs buteurs de l'Olympique de Marseille regroupe les footballeurs ayant inscrit le plus de buts en compétitions officielles (championnat, coupes nationales et coupes d'Europe) avec l'Olympique de Marseille.

## Classement général
Ce tableau présente le classement des meilleurs buteurs de l'histoire de l'Olympique de Marseille.
Les joueurs évoluant actuellement à l'OM sont inscrits en caractères gras.
| Rang | Joueur                       | Nationalité | Poste     | Période                | Matchs | Ratio | Buts |
| ---- | ---------------------------- | ----------- | --------- | ---------------------- | ------ | ----- | ---- |
| 1    | Gunnar Andersson             | France      | Attaquant | 1950-1958              | 250    | 0,78  | 194  |
| 2    | Jean-Pierre Papin            | France      | Attaquant | 1986-1992              | 275    | 0,66  | 182  |
| 3    | Josip Skoblar                | Yougoslavie | Attaquant | 1966-1967 et 1969-1975 | 211    | 0,83  | 176  |
| 4    | Jean Boyer                   | France      | Attaquant | 1923-1935              | 182    | 0,93  | 170  |
| 5    | Emmanuel Aznar               | France      | Milieu    | 1936-1952              | 204    | 0,73  | 149  |
| 6    | Joseph Alcazar               | France      | Attaquant | 1927-1936 et 1940-1942 | 194    | 0,72  | 140  |
| 7    | Joseph Yegba Maya            | Cameroun    | Attaquant | 1962-1970              | 236    | 0,48  | 113  |
| 8    | Georges Dard                 | France      | Attaquant | 1936-1948 et 1949-1954 | 328    | 0,33  | 107  |
| 9    | Mario Zatelli                | France      | Attaquant | 1935-1938 et 1943-1948 | 148    | 0,68  | 100  |
| 9    | Mamadou Niang                | Sénégal     | Attaquant | 2005-2010              | 227    | 0,44  | 100  |
| 11   | Willy Kohut                  | Hongrie     | Attaquant | 1933-1939              | 182    | 0,53  | 96   |
| 12   | Félix Pironti                | France      | Milieu    | 1939-1949              | 217    | 0,41  | 90   |
| 13   | Florian Thauvin              | France      | Attaquant | 2013-2015 et 2016-2021 | 281    | 0,31  | 86   |
| 14   | Dimitri Payet                | France      | Milieu    | 2013-2015 et 2017-2023 | 326    | 0,24  | 78   |
| 15   | André-Pierre Gignac          | France      | Attaquant | 2010-2015              | 188    | 0,40  | 77   |
| 16   | Jean Robin                   | France      | Attaquant | 1938-1953              | 233    | 0,33  | 76   |
| 17   | Louis de Sainte de Maréville | France      | Attaquant | 1942-1947              | 122    | 0,60  | 75   |
| 18   | Marc Pascal                  | France      | Attaquant | 1978-1985              | 173    | 0,41  | 72   |
| 19   | Tony Cascarino               | Irlande     | Attaquant | 1994-1997              | 105    | 0,66  | 70   |
| 20   | Sarr Boubacar                | Sénégal     | Attaquant | 1975-1979 et 1983-1984 | 164    | 0,41  | 68   |
| 21   | Roger Scotti                 | France      | Milieu    | 1942-1958              | 452    | 0,15  | 66   |
| 22   | André Ayew                   | Ghana       | Milieu    | 2007-2015              | 209    | 0,28  | 60   |
| 23   | Jules Devaquez               | France      | Attaquant | 1924-1930              | 85     | 0,67  | 58   |
| 23   | Joseph Bonnel                | France      | Milieu    | 1967-1973              | 238    | 0,24  | 58   |
| 25   | Édouard Crut                 | France      | Milieu    | 1923-1927 et 1935-1936 | 69     | 0,78  | 54   |
| 26   | Marc Berdoll                 | France      | Attaquant | 1977-1980              | 107    | 0,49  | 53   |
| 27   | Émile Zermani                | France      | Milieu    | 1931-1939 et 1943-1944 | 171    | 0,30  | 51   |
| 27   | Raymond Durand               | France      | Milieu    | 1925-1937 et 1939-1940 | 178    | 0,29  | 51   |

## Classement par compétition

### Championnat
Ce tableau présente le classement des dix meilleurs buteurs du club en championnat (Ligue 1 et Ligue 2).
| Rang | Joueur            | Nationalité | Poste     | Période                | Matchs | Ratio | Buts |
| ---- | ----------------- | ----------- | --------- | ---------------------- | ------ | ----- | ---- |
| 1    | Gunnar Andersson  | France      | Attaquant | 1950-1958              | 222    | 0,77  | 171  |
| 2    | Josip Skoblar     | Yougoslavie | Attaquant | 1966-1967 et 1969-1975 | 175    | 0,86  | 151  |
| 3    | Jean-Pierre Papin | France      | Attaquant | 1986-1992              | 215    | 0,62  | 134  |
| 4    | Emmanuel Aznar    | France      | Milieu    | 1936-1952              | 154    | 0,71  | 110  |
| 5    | Joseph Yegba Maya | Cameroun    | Attaquant | 1962-1970              | 202    | 0,50  | 104  |
| 6    | Mario Zatelli     | France      | Attaquant | 1935-1948              | 114    | 0,76  | 87   |
| 6    | Georges Dard      | France      | Attaquant | 1936-1954              | 275    | 0,32  | 87   |
| 8    | Florian Thauvin   | France      | Attaquant | 2013-2021              | 227    | 0,33  | 76   |
| 9    | Félix Pironti     | France      | Attaquant | 1939-1949              | 158    | 0,46  | 72   |
| 10   | Mamadou Niang     | Sénégal     | Attaquant | 2005-2010              | 155    | 0,45  | 71   |

### Coupe de France
Ce tableau présente le classement des dix meilleurs buteurs du club en Coupe de France.
| Rang | Joueur            | Nationalité | Poste     | Période                | Matchs | Ratio | Buts |
| ---- | ----------------- | ----------- | --------- | ---------------------- | ------ | ----- | ---- |
| 1    | Jean Boyer        | France      | Attaquant | 1923-1935              | 54     | 1,39  | 75   |
| 2    | Joseph Alcazar    | France      | Attaquant | 1927-1936 et 1940-1942 | 42     | 0,90  | 38   |
| 3    | Emmanuel Aznar    | France      | Milieu    | 1936-1967              | 29     | 1,07  | 31   |
| 4    | Willy Kohut       | Hongrie     | Milieu    | 1933-1939              | 33     | 0,87  | 29   |
| 5    | Jean-Pierre Papin | France      | Attaquant | 1986-1992              | 31     | 0,80  | 25   |
| 6    | Édouard Crut      | France      | Milieu    | 1923-1927 et 1935-1936 | 23     | 1,00  | 23   |
| 6    | Jules Devaquez    | France      | Attaquant | 1924-1930              | 25     | 0,92  | 23   |
| 8    | Josip Skoblar     | Yougoslavie | Attaquant | 1966-1967 et 1969-1975 | 25     | 0,76  | 19   |
| 9    | Georges Dard      | France      | Attaquant | 1936-1948 et 1949-1954 | 30     | 0,60  | 18   |
| 10   | Gunnar Andersson  | France      | Attaquant | 1950-1958              | 19     | 0,89  | 17   |

### Coupe de la Ligue
Ce tableau présente le classement des sept meilleurs buteurs du club en Coupe de la Ligue.
| Rang | Joueur               | Nationalité   | Poste     | Période   | Matchs | Ratio | Buts |
| ---- | -------------------- | ------------- | --------- | --------- | ------ | ----- | ---- |
| 1    | Brandão              | Brésil        | Attaquant | 2008-2012 | 8      | 0,87  | 7    |
| 2    | André-Pierre Gignac  | France        | Attaquant | 2010-2015 | 5      | 0,80  | 4    |
| 2    | Loïc Rémy            | France        | Attaquant | 2010-2013 | 7      | 0,57  | 4    |
| 2    | Mathieu Valbuena     | France        | Milieu    | 2006-2014 | 14     | 0,28  | 4    |
| 5    | Jean-Claude Baulu    | France        | Attaquant | 1964-1965 | 2      | 1,50  | 3    |
| 5    | Jean-Pierre Dogliani | France        | Attaquant | 1961-1964 | 6      | 0,50  | 3    |
| 5    | Ibrahima Bakayoko    | Côte d'Ivoire | Attaquant | 1999-2003 | 7      | 0,43  | 3    |

### Coupe d'Europe
Ce tableau présente le classement des dix meilleurs buteurs du club en coupe d'Europe.
Les joueurs évoluant actuellement à l'OM sont inscrits en caractères gras.
| Rang | Joueur                    | Nationalité   | Poste     | Période                | Matchs | Ratio | Buts |
| ---- | ------------------------- | ------------- | --------- | ---------------------- | ------ | ----- | ---- |
| 1    | Jean-Pierre Papin         | France        | Attaquant | 1986-1992              | 29     | 0,79  | 23   |
| 2    | Mamadou Niang             | Sénégal       | Attaquant | 2005-2010              | 52     | 0,43  | 22   |
| 3    | Pierre-Emerick Aubameyang | Gabon         | Attaquant | 2023-2024              | 15     | 0,8   | 12   |
| 4    | Didier Drogba             | Côte d'Ivoire | Attaquant | 2003-2004              | 16     | 0,68  | 11   |
| 4    | Dimitri Payet             | France        | Milieu    | 2013-2015 et 2017-2023 | 43     | 0,26  | 11   |
| 6    | Franck Sauzée             | France        | Milieu    | 1988-1993              | 19     | 0,52  | 10   |
| 7    | André Ayew                | Ghana         | Milieu    | 2007-2015              | 32     | 0,28  | 9    |
| 8    | Arkadiusz Milik           | Pologne       | Attaquant | 2021-2022              | 10     | 0,8   | 8    |
| 9    | Valère Germain            | France        | Attaquant | 2017-2021              | 26     | 0,27  | 7    |
| 9    | Lucas Ocampos             | Argentine     | Attaquant | 2015-2019              | 27     | 0,26  | 7    |

## Palmarès par saison
Ce tableau présente le meilleur buteur olympien de chaque saison, toutes compétitions confondues (hors matchs amicaux),.
| Saison    | Joueur                       | Matchs | Buts |
| --------- | ---------------------------- | ------ | ---- |
| 1900-1901 | Sisson                       | 2      | 5    |
| 1901-1902 | non connu                    | n.c    | n.c  |
| 1902-1903 | Iwens                        | 5      | 5    |
| 1903-1904 | Harry Durrell                | 7      | 4    |
| 1904-1905 | Louis Gilly                  | 6      | 3    |
| 1905-1906 | Knodler                      | 8      | 9    |
| 1906-1907 | Knodler                      | 10     | 24   |
| 1907-1908 | Knodler                      | 9      | 9    |
| 1908-1909 | Knodler                      | 2      | 6    |
| 1909-1910 | Charles Bernard              | 6      | 5    |
| 1910-1911 | Charles Bernard              | 6      | 2    |
| 1911-1912 | Rouquet                      | 7      | 5    |
| 1912-1913 | Jean Etchepare               | 7      | 2    |
| 1913-1914 | Victor Giral                 | 7      | 1    |
| 1914-1915 | Roger Bambacari              | 6      | 4    |
| 1915-1916 | Georges Beyner               | 10     | 10   |
| 1916-1917 | Nesty                        | 2      | 3    |
| 1917-1918 | Joseph Cabassu               | 16     | 9    |
| 1918-1919 | Robert Jones                 | 5      | 5    |
| 1919-1920 | Raymond Seguy                | 6      | 2    |
| 1920-1921 | Jean Jacquier                | 13     | 6    |
| 1921-1922 | René Scheibenstock           | 12     | 7    |
| 1922-1923 | Raymond Seguy                | 9      | 13   |
| 1923-1924 | Jean Boyer                   | 17     | 23   |
| 1924-1925 | Jean Boyer                   | 13     | 14   |
| 1925-1926 | Jean Boyer                   | 15     | 18   |
| 1926-1927 | Jules Devaquez               | 14     | 14   |
| 1927-1928 | Jean Boyer                   | 13     | 19   |
| 1928-1929 | Jean Boyer                   | 12     | 12   |
| 1929-1930 | Joseph Alcazar               | 20     | 16   |
| 1930-1931 | Raymond Durand               | 20     | 15   |
| 1931-1932 | Joseph Alcazar               | 14     | 11   |
| 1932-1933 | Joseph Alcazar               | 18     | 15   |
| 1933-1934 | Jean Boyer                   | 36     | 38   |
| 1934-1935 | Joseph Alcazar               | 31     | 22   |
| 1935-1936 | Joseph Alcazar               | 29     | 15   |
| 1936-1937 | Mario Zatelli                | 24     | 28   |
| 1937-1938 | Mario Zatelli                | 31     | 23   |
| 1938-1939 | Emmanuel Aznar               | 27     | 14   |
| 1939-1940 | Emmanuel Aznar               | 8      | 11   |
| 1940-1941 | Emmanuel Aznar               | 14     | 16   |
| 1941-1942 | Félix Pironti                | 12     | 10   |
| 1942-1943 | Emmanuel Aznar               | 36     | 56   |
| 1943-1944 | Louis de Sainte de Maréville | 29     | 12   |
| 1944-1945 | Louis de Sainte de Maréville | 22     | 21   |
| 1945-1946 | Louis de Sainte de Maréville | 37     | 23   |
| 1946-1947 | Mario Zatelli                | 28     | 20   |
| 1947-1948 | René Bihel                   | 31     | 17   |
| 1948-1949 | René Bihel                   | 26     | 21   |
| 1949-1950 | Charles Wagner               | 24     | 9    |

| Saison    | Joueur             | Matchs | Buts |
| --------- | ------------------ | ------ | ---- |
| 1950-1951 | Gunnar Andersson   | 17     | 14   |
| 1951-1952 | Gunnar Andersson   | 38     | 36   |
| 1952-1953 | Gunnar Andersson   | 34     | 36   |
| 1953-1954 | Gunnar Andersson   | 31     | 25   |
| 1954-1955 | Gunnar Andersson   | 33     | 22   |
| 1955-1956 | Gunnar Andersson   | 37     | 27   |
| 1956-1957 | Gunnar Andersson   | 39     | 26   |
| 1957-1958 | Gunnar Andersson   | 23     | 8    |
| 1958-1959 | Célestin Oliver    | 38     | 12   |
| 1959-1960 | Célestin Oliver    | 39     | 23   |
| 1960-1961 | Étienne Sansonetti | 29     | 13   |
| 1961-1962 | Étienne Sansonetti | 38     | 15   |
| 1962-1963 | Serge Roy          | 36     | 14   |
| 1963-1964 | Antoine Keller     | 30     | 20   |
| 1964-1965 | Joseph Yegba Maya  | 34     | 9    |
| 1965-1966 | Joseph Yegba Maya  | 27     | 13   |
| 1966-1967 | Josip Skoblar      | 19     | 17   |
| 1967-1968 | Joseph Yegba Maya  | 39     | 18   |
| 1968-1969 | Joseph Yegba Maya  | 41     | 28   |
| 1969-1970 | Joseph Yegba Maya  | 34     | 25   |
| 1970-1971 | Josip Skoblar      | 44     | 50   |
| 1971-1972 | Josip Skoblar      | 45     | 40   |
| 1972-1973 | Josip Skoblar      | 37     | 29   |
| 1973-1974 | Josip Skoblar      | 37     | 23   |
| 1974-1975 | Paulo César        | 37     | 17   |
| 1975-1976 | Héctor Yazalde     | 40     | 22   |
| 1976-1977 | Hervé Florès       | 30     | 11   |
| 1977-1978 | Marc Berdoll       | 44     | 26   |
| 1978-1979 | Marc Berdoll       | 37     | 18   |
| 1979-1980 | Michel N'Gom       | 28     | 11   |
| 1980-1981 | Michel N'Gom       | 27     | 14   |
| 1981-1982 | Marc Pascal        | 40     | 23   |
| 1982-1983 | Marc Pascal        | 36     | 14   |
| 1983-1984 | Sarr Boubacar      | 38     | 25   |
| 1984-1985 | Bernard Zénier     | 34     | 10   |
| 1985-1986 | Abdoulaye Diallo   | 35     | 10   |
| 1986-1987 | Jean-Pierre Papin  | 40     | 14   |
| 1987-1988 | Jean-Pierre Papin  | 46     | 23   |
| 1988-1989 | Jean-Pierre Papin  | 46     | 33   |
| 1989-1990 | Jean-Pierre Papin  | 48     | 38   |
| 1990-1991 | Jean-Pierre Papin  | 50     | 36   |
| 1991-1992 | Jean-Pierre Papin  | 45     | 38   |
| 1992-1993 | Alen Bokšić        | 46     | 29   |
| 1993-1994 | Sonny Anderson     | 24     | 16   |
| 1994-1995 | Tony Cascarino     | 49     | 36   |
| 1995-1996 | Tony Cascarino     | 47     | 34   |
| 1997-1998 | Xavier Gravelaine  | 35     | 15   |
| 1998-1999 | Laurent Blanc      | 35     | 13   |
| 1998-1999 | Florian Maurice    | 44     | 19   |
| 1999-2000 | Ibrahima Bakayoko  | 33     | 11   |

| Saison    | Joueur                    | Matchs | Buts |
| --------- | ------------------------- | ------ | ---- |
| 2000-2001 | Djamel Belmadi            | 32     | 9    |
| 2001-2002 | Ibrahima Bakayoko         | 30     | 8    |
| 2002-2003 | Ibrahima Bakayoko         | 42     | 11   |
| 2003-2004 | Didier Drogba             | 55     | 32   |
| 2004-2005 | Peguy Luyindula           | 37     | 10   |
| 2005-2006 | Mamadou Niang             | 46     | 17   |
| 2006-2007 | Mamadou Niang             | 51     | 18   |
| 2007-2008 | Mamadou Niang             | 41     | 23   |
| 2008-2009 | Mamadou Niang             | 41     | 20   |
| 2009-2010 | Mamadou Niang             | 46     | 22   |
| 2010-2011 | Loïc Rémy                 | 41     | 17   |
| 2011-2012 | Loïc Rémy                 | 47     | 22   |
| 2012-2013 | André-Pierre Gignac       | 40     | 18   |
| 2013-2014 | André-Pierre Gignac       | 44     | 22   |
| 2014-2015 | André-Pierre Gignac       | 39     | 23   |
| 2015-2016 | Michy Batshuayi           | 50     | 23   |
| 2016-2017 | Bafétimbi Gomis           | 34     | 21   |
| 2017-2018 | Florian Thauvin           | 54     | 26   |
| 2018-2019 | Florian Thauvin           | 37     | 18   |
| 2019-2020 | Dimitri Payet             | 27     | 12   |
| 2020-2021 | Arkadiusz Milik           | 16     | 10   |
| 2021-2022 | Arkadiusz Milik           | 37     | 20   |
| 2022-2023 | Alexis Sánchez            | 44     | 18   |
| 2023-2024 | Pierre-Emerick Aubameyang | 51     | 30   |
| 2024-2025 | Mason Greenwood           | 36     | 22   |